# Détroit d'Hekla
Le détroit d'Hekla est un détroit situé en Terre du roi Frédéric VIII, au nord-est du Groenland. Administrativement, il fait partie du parc national du Nord-Est du Groenland. 

## Géographie
Le détroit d'Hekla bifurque au nord-ouest du détroit du Dijmphna, au cap Marie Dijmphna, séparant la côte de l'île Lynn de la côte sud-ouest de la Terre de Holm, avec l'extrémité sud des Alpes Princesse Caroline-Mathilde au nord. Plus à l'ouest, il s'incurve sensiblement vers le sud, avec Skallingen, au Groenland continental, à l'ouest, pour rejoindre le détroit du Dijmphna,.

## Histoire
Le détroit porte le nom du navire Hekla de l'expédition Danmark de 1906-1908. 